# Historia Hierosolymitana (Robert le Moine)

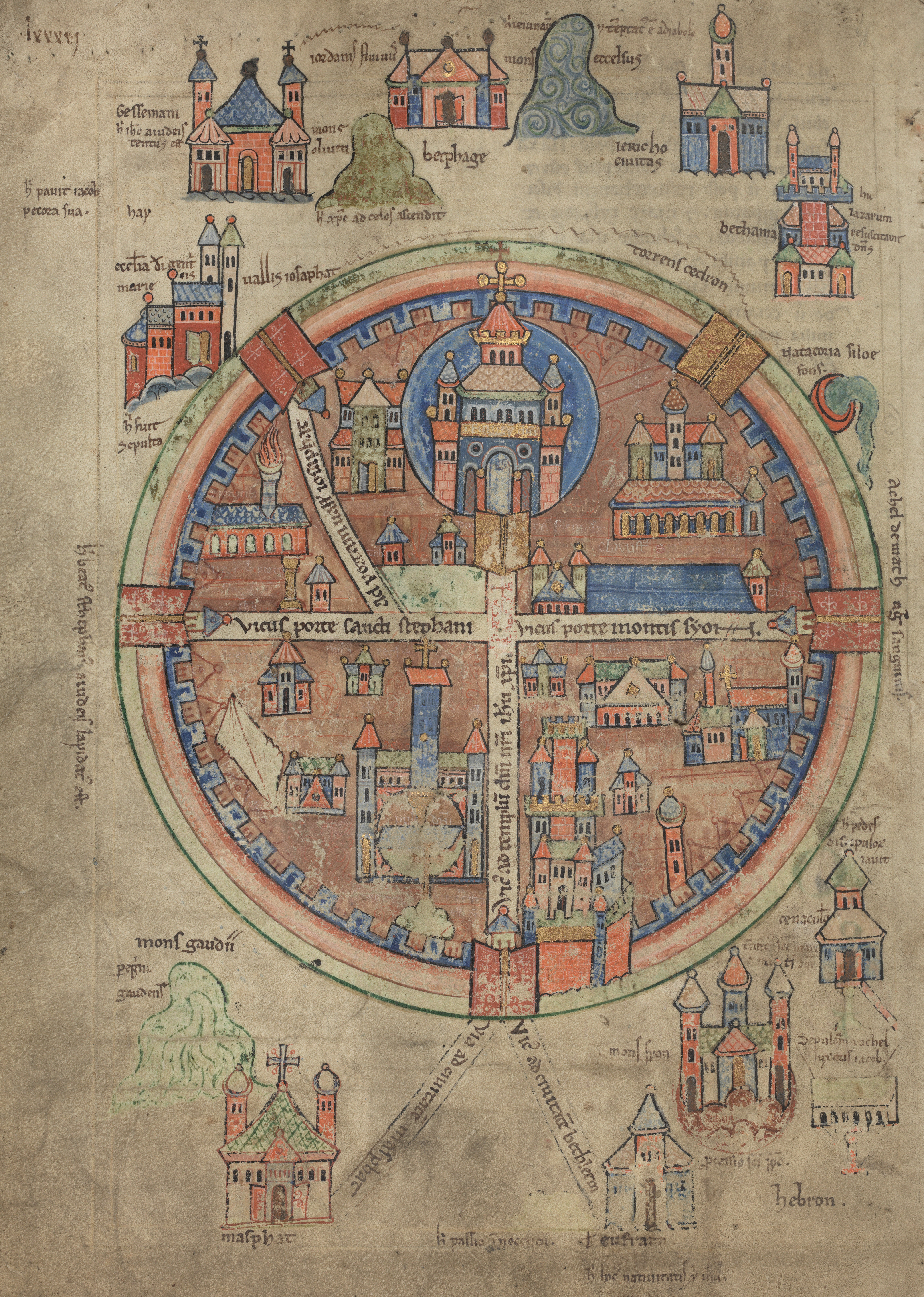
Carte de Jérusalem, dite carte d'Uppsala, dans la chronique de Robert le Moine.

Pour les articles homonymes, voir Historia Hierosolymitana.
Historia Hierosolymitana de Robert le Moine est une chronique de la première croisade, écrite entre 1107 et 1120. Robert est identifié comme étant un chroniqueur et prieur de Senuc et ancien abbé de Saint-Rémi de Reims, qui a vécu vers 1055-1122. C'est pour cette raison qu'il est également appelé Robert de Reims ou Robert de Saint-Rémi (Robertus Remensis). Robert affirme, dans son prologue, qu'il a assisté au concile de Clermont, de 1095, ce qui fait de son récit du discours du pape Urbain II celui d'un témoin oculaire, même s'il a été écrit de mémoire, douze ans plus tard ou plus. En dehors de cette partie, cependant, l'auteur se propose de ne pas écrire sur ses propres observations mais en tant que chroniqueur, ayant accepté de réécrire, à la demande de son abbé, la Gesta Francorum, un récit écrit par un soldat de Bohémond de Tarente, dans un style moins « rustique ». Robert introduit dans le récit de la  première croisade une interprétation bénédictine et une autre qui comprend des éléments apocalyptiques.

## Description
La chronique de Robert contient un compte-rendu du discours du pape Urbain II au concile de Clermont, de novembre 1095, l'appel aux armes pour la première croisade. Ce discours est également enregistré par un autre témoin oculaire, Foucher de Chartres, et la plupart des historiens ont tendance à considérer la version de Fulcher comme plus proche du discours original, tandis que la version de Robert est considérée comme embellie et plus « dramatique », en partie éclairée par le succès ultérieur de la première croisade. Les récits du discours de Robert et Fulcher comprennent une description de la terrible situation des chrétiens d'Orient, sous les récentes conquêtes des Turcs et la promesse d'une rémission des péchés. Cependant, la version de Robert, comprend une description plus vivante des atrocités commises par les conquérants, décrivant la profanation des églises, la circoncision forcée, la décapitation et la torture par l'éviscération des hommes chrétiens et faisant allusion aux viols graves des femmes chrétiennes.
Selon Robert, Urbain a explicitement adressé son appel à la race des Francs, dont il est lui-même membre, en invoquant la bravoure de leurs ancêtres, « la gloire et la grandeur du roi Charles le Grand et de son fils Louis » dont le point culminant est « Ô, vaillants soldats et descendants d'ancêtres invincibles, ne soyez pas dégénérés, mais rappelez-vous la vaillance de vos géniteurs. ». La version de Robert décrit également la réaction spontanée du public d'Urbain, qui éclate en cris de ralliement, le Deus vult (Dieu le veut !). Cette devise et ce cri de guerre se retrouvent également dans la Gesta Francorum, là dans la forme plus « vulgaire » ou vernaculaire de « Deus le volt ». Dans un autre élément que l'on ne trouve pas dans le récit de Fulcher, et peut-être inspiré après coup par l'échec de la croisade populaire, Urbain prévient que l'expédition n'est pas commandée ou conseillée pour les personnes âgées ou faibles, celles qui sont inaptes à porter les armes, ou pour les femmes, mais pour les soldats expérimentés, que le clergé ne doit y participer qu'avec le consentement de leur évêque et les laïcs qu'avec la bénédiction de leur prêtre. 
L'oeuvre de Robert est probablement à l'origine de l'Historia vie Hierosolimitane de Gilles de Paris. Metullus de Tegernsee, moine et poète du XIIe siècle, a fait une adaptation, en vers, de l’œuvre de Robert dans son Expeditio Ierosolimitana.

## Historique des publications
Une édition est réalisée pour la série Recueil des historiens des croisades, parue en 1866. 
Une édition critique moderne de l'ouvrage est publiée en 2013. 
Une traduction anglaise est parue dans la série Crusade Texts in Translation (en), en 2005.

## Source
- (en) Cet article est partiellement ou en totalité issu de l’article de Wikipédia en anglais intitulé « Historia Hierosolymitana (Robert the Monk) » (voir la liste des auteurs).